# Craspedosis extincta
Craspedosis extincta là một loài bướm đêm trong họ Geometridae.